# Catandica
Catandica (già Vila Gouveia fino al 1975) è un centro abitato del Mozambico, situato nella Provincia di Manica.